# Giromagny
Giromagny es una comuna francesa situada en el departamento del Territorio de Belfort, de la región de Borgoña-Franco Condado. Es la cabecera (bureau centralisateur en francés) y mayor población del cantón de su nombre.
Los habitantes se llaman Giromagniens.

## Geografía
Está ubicada en el norte del departamento, a los pies de la cordillera de los Vosgos, a 10 km de Belfort.

## Demografía
| 3 404 | 2 874 | 3 181 | 3 171 | 3 393 | 3 577 | 3 226 | 3 300 | 3 219 | 3 130 |
| Para los censos de 1962 a 1999 la población legal corresponde a la población sin duplicidades (Fuente: INSEE [Consultar]) |       |       |       |       |       |       |       |       |       |